# Alexander Wood
Alexander Wood (Edimburg, 1817- íd. 1884) va ser un metge escocès que va passar a la història com l'inventor de l'agulla hipodèrmica, que perfeccionaria el francès Charles Pravaz. L'any de la invenció va ser 1853, quan Wood va idear un instrument que ajudés a alleujar el dolor de la seva esposa, Rebecca Massey, qui patia un càncer en aquells dies incurable, injectant-li morfina amb freqüència. Segons es diu, la seva esposa va ser la primera persona addicta a la morfina i finalment va morir per una sobredosi d'aquesta substància, administrada amb l'invent del seu marit.